# Windpark Fleschenbach-Neustall
Der Windpark Fleschenbach-Neustall ist ein Windpark auf dem Gebiet der Gemeinde Freiensteinau und der Stadt Steinau an der Straße in Hessen. Er liegt an der Gemarkungsgrenze zwischen dem Freiensteinauer Ortsteil Fleschenbach und dem Steinauer Stadtteil Neustall und war zum Zeitpunkt seiner Einweihung im August 2009 der leistungsstärkste Einzelwindpark in Hessen. Von 2008 bis 2011 waren mehrere seiner neun 150 m hohen Windkraftanlagen außerdem die höchsten Bauwerke im Vogelsbergkreis.

## Technik
Der Windpark Fleschenbach-Neustall besteht aus neun Windkraftanlagen des Typs Vestas V90-2MW. Diese speziell für Standorte im Binnenland konzipierten Anlagen weisen eine Nabenhöhe von 105 m, einen Rotordurchmesser von 90 m, und eine Leistung von je 2 MW auf. Die Gesamtnennleistung des Windparks beträgt 18 MW. Der erzeugte Strom wird über eine Kabeltrasse zum Umspannwerk in Salmünster in das Netz der ÜWAG eingespeist.

## Geschichte
Im Jahr 2001 wurde durch den Regionalplan Mittelhessen der Höhenrücken südlich von Fleschenbach, an der Gemarkungsgrenze zu Neustall, als Bereich für die Nutzung der Windenergie ausgewiesen. Die noch junge Firma Luftstrom Energiegesellschaft mbH aus Mühlheim am Main begann noch im gleichen Jahr mit der Planung eines Windparks an diesem Standort. Dieser sollte zunächst vier Windkraftanlagen umfassen, jeweils zwei in beiden Gemarkungen. Das Projekt stieß zunächst auf Ablehnung von Seiten der Kommunalpolitik in den betroffenen Gemeinden Freiensteinau und Steinau an der Straße. Nach der Erstellung verschiedener avifaunischer Gutachten erhielt der Windpark dann im Februar 2008 die Baugenehmigung durch die zuständigen Regierungspräsidien in Darmstadt und Gießen.
Im Sommer 2008 wurde mit dem Bau der vier Anlagen des dänischen Herstellers Vestas mit einer Leistung von je 2 MW begonnen. Noch während der Bauphase änderte die Gemeinde Freiensteinau ihre bis dahin ablehnende Einstellung zum Ausbau der Windenergie. Kurz nach der Wiederwahl des amtierenden Bürgermeisters Friedel Kopp beschloss die Gemeindevertretung im September 2008 dann die Ausweisung weiterer Gunststandorte für Windkraftanlagen. Begründet wurde der „Kurswechsel“ mit den landespolitischen Vorgaben zum weiteren Ausbau der Windkraftnutzung bis 2020, welche die Ausweisung weiterer Flächen auf dem Gebiet der Gemeinde Freiensteinau ohnehin vorsahen.
Die Planung des Windparks Fleschenbach-Neustall wurde daraufhin noch während der Aufstellung der ersten vier Anlagen um sechs weitere des gleichen Typs erweitert, die nunmehr ausschließlich in der Gemarkung von Fleschenbach stehen sollten. Bis zum Jahresende 2008 waren die vier ursprünglich geplanten Anlagen vollständig installiert, konnten jedoch wegen Verzögerung beim Netzausbau zunächst nicht in Betrieb genommen werden. Dies geschah dann im März 2009. Nach Vorliegen der Genehmigung zur Erweiterung des Windparks erfolgte diese dann relativ zügig. Die Erweiterungsarbeiten begannen im Juni 2009, wobei aus technischen Gründen auf eine der ursprünglich vorgesehenen sechs Anlagen verzichtet wurde.
Am 23. August 2009 wurde der Windpark Fleschenbach-Neustall mit nunmehr neun Anlagen feierlich eingeweiht.  Betreiber des Windparks sind insgesamt drei Gesellschaften. Zwei der Windkraftanlagen werden in der Form eines Bürgerwindparks betrieben.
Mit einer Gesamthöhe von 150 m im oberen Rotorumlauf waren die sieben in der Gemarkung von Fleschenbach errichteten Anlagen zum Zeitpunkt ihrer Fertigstellung die höchsten Bauwerke im Vogelsbergkreis und lösten damit den 144 m hohen Fernmeldeturm Hoherodskopf ab. 2011 wurden bei Rixfeld dann drei noch höhere Anlagen des Typs Enercon E-82 E2 mit 179 m Gesamthöhe in Betrieb genommen.
Seinen Rang als leistungsstärkster Windpark eines einzelnen Projektierers und Betreibers im Bundesland behielt der Windpark Fleschenbach-Neustall fast drei Jahre lang. Seit dem September 2012 ist dies jedoch der Windpark Mücke-Feldatal-Ulrichstein bei Ober-Ohmen, ebenfalls im Vogelsbergkreis auf dem Gebiet der Gemeinde Mücke gelegen. Er wurde von der Firma Renertec aus Neuenschmidten (Gemeinde Brachttal) projektiert und errichtet und besteht aus 15 Anlagen mit einer Gesamtnennleistung von 30,9 MW.
Geplant ist die Erweiterung des Windparks um eine weitere Anlage, die bis 2014 an der Gemarkungsgrenze von Fleschenbach zu seinem westlichen Nachbarort Radmühl errichtet werden soll.